# Electrophaes fabrefactaria
Electrophaes fabrefactaria är en fjärilsart som beskrevs av Charles Oberthür 1880. Electrophaes fabrefactaria ingår i släktet Electrophaes och familjen mätare. Inga underarter finns listade i Catalogue of Life.